# نمایش ترسناک در اکستریم رولز
نمایش ترسناک در اکستریم رولز همچنین به زبان ساده‌تر به عنوان اکستریم رولز (به انگلیسی: Extreme Rules) یک رویداد غیر رایگان (Pay-Per-View) در کشتی حرفه‌ای است که توسط کمپانی دبلیودبلیوئی تهیه می‌شود و این دوره‌اش هم در ۱۹ ژوئیه ۲۰۲۰ در مرکز تمرینات دبلیودبلیوئی در شهر اورلاندو ایالت فلوریدا برگزار شد. این، دوازدهمین دوره از اکستریم رولز از زمان آغاز این PPV در سال ۲۰۰۹ بود. بیشتر مسابقات اکستریم رولز همان‌طور که از نامش پیداست تحت قواعد مسابقات خشونت‌بار (به انگلیسی: Hardcore Rules) برگزار می‌شود.

## زمینه‌سازی
اکستریم رولز شامل مسابقاتی بین دشمنی‌های موجود، ماجراهای پیش آمده و استوری‌هایی خواهد بود که پیش از این در برنامه‌های راو یا اسمک داون پخش شده بود. کشتی‌گیرها با توجه به مسابقات یا سری اتفاقاتی که برایشان رخ می‌دهد و تنش را به حد اکثر می‌رساند، نقش منفی یا قهرمان به خود می‌گیرند.

## نتایج
| #                                                                                                 | نتایج                                                                                     | نوع مسابقه | مدت زمان |
| ------------------------------------------------------------------------------------------------- | ----------------------------------------------------------------------------------------- | --- | -------- |
| ۱پ                                                                                                | کوین اونز پیروز در مقابل مورفی                                                            | مسابقه تک نفره | ۸:۵۵     |
| ۲                                                                                                 | سزراو و شینسکه ناکامورا پیروز در مقابل د نیودی (بیگ ای و کوفی کینگستون) (c)               | مسابقه میزها برای کمربندان تگ تیم اسمک‌داون | ۱۰:۲۵    |
| ۳                                                                                                 | بیلی (c) (با همراهی ساشا بنکس) پیروز در مقابل نیکی کراس (با همراهی الکسا بلیس)            | مسابقه تک نفره برای کمربند زنان اسمک‌داون | ۱۲:۲۰    |
| ۴                                                                                                 | ست رالینز پیروز در مقابل ری میستریو                                                       | مسابقه چشم برای چشم در این مسابقه افراد برای برنده شدن باید چشم حریف خود را درمی‌آوردند. | ۱۸:۰۵    |
| ۵                                                                                                 | آسکا (c) (با همراهی کایری سین) در مقابل ساشا بنکس (با همراهی بیلی) پایان یافته بدون برنده | مسابقه تک نفره برای کمربند زنان راو | ۲۰:۰۰    |
| ۶                                                                                                 | درو مکینتایر (c) پیروز در مقابل دالف زیگلر                                                | مسابقه اکستریم رولز برای کمربند دبلیودبلیوئی قوانین اکستریم رولز فقط برای زیگلر بود و مکینتایر باید زیر قوانین مسابقه معمولی مسابقه می‌داد. هر چند که اگر مکینتایر صلب صلاحیت می‌شد؛ کمربند را از دست می‌داد. | ۱۵:۲۵    |
| ۷                                                                                                 | بری وایت پیروز در مقابل براون استرومن                                                     | مسابقه مرداب سفید | ۱۸:۰۰    |
| - (c) – نشان‌دهنده قهرمان(هایی) است که به میدان می‌روند - پ – نشان‌دهنده این است که مسابقه در پری–شو |                                                                                           | |          |